# Міленко Валентина Іванівна
Валентина Іванівна Міленко (22 квітня 1957, Балівка, Дніпропетровська область) — майстриня петриківського розпису, заслужений майстер народної творчості України (2014), народна майстриня петриківського розпису (1989).

## Біографія
Валентина Іванівна Міленко народилась 22 квітня 1957 року на Дніпропетровщині. Навчалась у Петриківському навчально-виробничому комбінаті (викладач А. Пікуш). Закінчила Київський національний університет культури і мистецтв (2012, спеціальність «дизайн», кваліфікація — дизайнер одягу). Протягом 1986—1990 рр. працювала художником на петриківській фабриці художніх виробів «Дружба». З 1992 року працює в Центрі народного мистецтва «Петриківка» Дніпропетровської організації НСХУ.

## Трудова діяльність
Валентина Іванівна Міленко — майстер петриківського розпису Експериментального цеху петриківського розпису Дніпропетровського художньо-виробничого комбінату. Працювала художником на петриківській фабриці художніх виробів «Дружба» упродовж 1986—1990 років. З 1992 р. — народний майстер Центру народного мистецтва «Петриківка» Дніпропетровської організації НСХУ. Малює на папері, розписує крашанки, скрині та авторські паперові рушники. У 2012 р. на виставці у Дніпропетровському художньому музеї представила 12 «петриківських» рушників (папір, ширина — 40 см, довжина — 1 м. 50 см.). Планує втілити їх на полотні за допомогою вишивки.
В роботах художниця органічно поєднує своє уявлення про оточуючий світ, творчий темперамент з віковою традицією петриківського декоративного розпису. Самобутність художниці є у кольорах та ретельно продуманих візерунках, які ніколи не сплутаєш із творами інших майстрів. Улюбленими елементами є зображення квітів та птахів. Використовує різноманітні кольори. Найулюбленішими є відтінки вогню — жовтий, помаранчевий, червоний. Майстриня розробила власну систему навчання юних майстрів і веде курс петриківського розпису в м. Одесі. Експериментуючи, разом з фарбами почала використовувати сік овочів. Тепер це її візитівка. Майже всі «петриківські» рушники Валентини Міленко містять зображення «Дерева життя», як однієї з головних композиційних схем, притаманних петриківському розпису. Назви «Весільний», «Святковий», «Пам'яті свіча», «Дерево життя», «Боже Око», «Козацький» підкреслюють вжиткове призначення виробу. «Калинонька», «Жолуді», «Ранковий спів» — вказують на основні рослинні та анімалістичні елементи, використані на рушнику. Роботи художниці поєднують уявлення про оточуючий світ, творчий темперамент — з віковими традиціями петриківського декоративного розпису.
Основні твори: «Букет» (1988), «Півень та курка» (1989), «Жоржини» (1994), «Зимові барви» (2000), «Бузок» (2001).

## Досягнення
Учасниця обласних, всеукраїнських та міжнародних виставок з 1988 р., зокрема у РФ (м. Москва, 2002), Білорусі (м. Вітебськ, 2000), США
(м. Чикаго, 2000), Канаді (м. Торонто, 2005, 2007). Учасниця конкурсу майстрів народних ремесел та промислів Міжнародного фестивалю мистецтв «Слов'янський базар» у Вітебську (Білорусь, 2000).
1989 р. — народна майстриня петриківського розпису.
2001 р. — член Національної спілки народних майстрів України.
1994 р. — член Національної спілки художників України.
2014 р. — заслужений майстер народної творчості України.